# AEROPOLIS
『AEROPOLIS』（エアロポリス）は、2005年9月7日にcontemodeより発売されたcapsuleの4枚目の数量限定アナログ12インチシングルである（品番：YCJC-10001）。

## 楽曲について
A1.空飛ぶ都市計画
表記はないが、アルバム『L.D.K. Lounge Designers Killer』に収録されたバージョンとは異なるもので、extended mixに相当する。また、アルバム版とはマスタリングも異なる。
B1.Lounge Designers Killer
ether22がゲスト・ボーカルとして参加。A1.空飛ぶ都市計画と同様、表記はないが、アルバム『L.D.K. Lounge Designers Killer』に収録されたバージョンとは異なるもので、extended mixに相当する。
B2.twinkle twinkle poppp!
BPM105で制作されたものが、2の12乗根の近似値である1.05946倍速されて収録されている（BPM111.2433）ため、元のキーよりも半音上がって聞こえる。

## 収録曲について
全作詞・全作曲：中田ヤスタカ
| #  | タイトル           | 作詞 | 作曲・編曲 | 時間 |
| -- | ------------------ | ---- | ---------- | ---- |
| 1. | 「空飛ぶ都市計画」 |      |            | 6:55 |

| #  | タイトル                    | 作詞 | 作曲・編曲 | 時間 |
| -- | --------------------------- | ---- | ---------- | ---- |
| 1. | 「Lounge Designers Killer」 |      |            | 7:06 |
| 2. | 「twinkle twinkle poppp!」  |      |            | 3:14 |